# Stichopogon selenginus
Stichopogon selenginus är en tvåvingeart som beskrevs av Pavel Lehr 1984. Stichopogon selenginus ingår i släktet Stichopogon och familjen rovflugor. Inga underarter finns listade i Catalogue of Life.